# GNU Scientific Library
GNU Scientific Library (GSL) es una biblioteca escrita en C, destinada a cálculos numéricos en matemáticas y ciencia, distribuida bajo la licencia GNU GPL.
Incorpora, entre otras, rutinas para el manejo de números complejos, funciones elementales y funciones especiales, combinatoria, álgebra lineal, integración y derivación numéricas, transformada rápida de Fourier, transformada wavelet discreta, generación de números aleatorios y estadística.

## Ejemplo
El siguiente programa de ejemplo calcula el valor de la función de Bessel para 5:
```
#include
 
<stdio.h>

#include
 
<gsl/gsl_sf_bessel.h>

int
 
main
(
void
)

{

  
double
 
x
 
=
 
5.0
;

  
double
 
y
 
=
 
gsl_sf_bessel_J0
(
x
);

  
printf
(
"J0(%g) = %.18e
\n
"
,
 
x
,
 
y
);

  
return
 
0
;

}

```

El programa de ejemplo debe ser enlazado a la biblioteca GSL
durante la compilación:
```
gcc $(gsl-config --cflags) example.c $(gsl-config --libs)

```

Aquí se muestra la salida, que debería ser correcta en precisión doble:
```
J0(5) = -1.775967713143382920e-01

```

## Características
La biblioteca proporciona herramientas para:
- Funciones matemáticas básicas
- Números complejos
- Polinomios
- Funciones especiales
- Vectores y matrices
- Permutaciones
- Combinaciones
- Multiset
- Ordenación
- BLAS
- Álgebra lineal
- Eigenvectores
- Transformada rápida de Fourier
- Integración numérica
- Generación aleatoria de números
- Secuencias Quasi-aleatorias
- Distribuciones de números aleatorios
- Estadísticas
- Histogramas
- N-tuplas
- Integración de Monte Carlo
- Simulated annealing
- Ecuaciones diferenciales ordinarias
- Interpolación
- Derivación numérica
- Aproximaciones de Chebyshev
- Aceleración de Series
- Transformada discreta de Hankel
- Búsqueda de raíces en una y varias dimensiones
- Minimización en una y varias dimensiones
- Medida de mínimos cuadrados
- Medida de mínimos cuadrados no lineales
- Constantes Físicas
- Aritmética de punto flotante IEEE

### Soporte para C++
La GSL se puede usar en las clases de C++, pero sin usar punteros a "funciones miembro" o métodos, porque el tipo de los punteros a métodos es diferente del de puntero a función. En su lugar deben usarse punteros a funciones estáticas. Están disponibles los encapsulados de C++ para la GSL, aunque hay muchos que no han sido mantenidos regularmente.